# 唐昇
唐昇（1480年—？），字啓東，四川叙南衛（今宜賓市）人，軍籍。明朝政治人物。

## 生平
治《易經》，行三，由國子生中式四川鄉試第十八名舉人，年二十九歲中式正德三年（1508年）戊辰科會試第三百二十一名，第二甲第九十七名進士。嘉靖十三年（1534年）官雲南臨安府石屏州知州，曾官禮部精膳司郎中，历尋甸府知府，官至廣東韶州府知府。

## 家族
曾祖唐發明。祖唐志義。父唐貴。母劉氏。具庆下，兄雄、剛、弟俊。